# Łaszczów
Łaszczów è un comune rurale polacco del distretto di Tomaszów Lubelski, nel voivodato di Lublino.
Ricopre una superficie di 128,23 km² e nel 2004 contava 6 582 abitanti.